# Joseph Brodsky
Joseph Brodsky (engelsk)   eller Iosif Aleksandrovitj Brodskij russisk: Ио́сиф Алекса́ндрович Бро́дский, tr. Iósif Aleksándrovitj Bródskij, ; født 24. maj 1940 Leningrad, Sovjetunionen, død 28. januar 1996 Brooklyn Heights, USA) var en russisk forfatter og digter, der kom til USA i 1972 i ufrivilligt eksil fra Sovjetunionen og fik amerikansk statsborgerskab i 1977. Han blev tildelt Nobelprisen i litteratur i 1987, og han var Poet Laureate i USA i 1991 og 1992.